# Виола Ополска
Велеслава или Виола (на полски: Wiola) е родственица на българския цар Иван Асен II и княгиня на Ополе чрез брака си с полския княз Казимир I Ополски (Кажимеш I Пяст Ополски) от династията Пясти.

## Биография
Тя е омъжена за Казимир I Ополски (* 1178/79, † 13 май 1230) през 1218 г., когато той преминава през България на връщане от Петия кръстоносен поход заедно с унгарския крал Андраш II. При завръщането им към Унгария кръстоносците са задържани от току-що възкачилия се на търновския престол Иван Асен II. За да ги пропусне през земите си, той иска за жена една от дъщерите на унгарския крал – Анна Мария. Казимир I среща бъдещата си съпруга вероятно при преговорите между унгарския крал и Иван Асен II. Точното потекло на Виола не е документално потвърдено, но според ред полски и немски историци тя е от българската царска династия Асеневци.
След омъжването си за Казимир I тя получава титлата „княгиня на Ополе“, която носи от 1218 до 1231 г. Исторически данни за българския произход на княгинята се съдържат в хрониката на полския историк Ян Длугош от XV век, в която сред събитията от 1251 г. е записано и: Viola genere et natione Bulgara, Ducissa de Opole, moritur (Умира Виола, княгиня на Ополе, по род и народност българка). Българският ѝ произход се доказва и от факта, че по нейно време сред обкръжението на Виола и съпруга ѝ се споменават велможи, чиито имена не са характерни за Полша, но са често срещани на Балканите. Според някои учени княгинята е племенница на цар Иван Асен II от неговата сестра Анна, или е негова първа братовчедка и незаконна дъщеря на цар Калоян, или е дъщеря на цар Борил.
Докато за българския произход на Виола колебания сред научната общност почти няма, известни съмнения буди роднинската ѝ връзка с династията Асеневци. Според някои историци в Германия и Полша Виола със сигурност е била част от българския царски род, тъй като през многовековната си история Пястите се сватосват само и единствено с лица от владетелски произход.
Княгиня Виола е майка на княгиня Ефросина Ополска и баба на полския крал Владислав I Локетек. Княз Владислав Ополчик е неин праправнук.
Според информация на РФИ, цитирана от НетИнфо  и БИГ.БГ , след като остава вдовица, княгиня Виола продължава да управлява Ополе като регентка. Според същата информация тя основава католическия манастир „Света Троица“ в чиято катедрала могат да бъдат видени саркофазите на нейните потомци и неин владетелски печат. На него княгиня Виола е представена седнала, със синовете си Мешко и Владислав от двете ѝ страни.
Според Георги Асьов през князете на Мазовия, династиите на австрийските и испанските Хабсбурги и френските Бурбони, кръвта на Асеневци е достигнала до Симеон Сакскобургготски .

## Потомство
- Мешко II Дебелия, съпруг на Юдит, дъщеря на Конрад Мазовецки.
- Владислав
- Венцислава, монахиня
- Ефросина (* ок. 1229, † септември 1292/93), майка на полския крал Владислав I Локетек